# Leonardo Colmenares
José Leonardo Colmenares Torres (San Cristóbal, Venezuela; 28 de enero de 1980) es un exfutbolista venezolano que jugaba como delantero y su último equipo fue Policía de Lara de la Segunda División de Venezuela.

## Selección nacional

### Selección sub-15
Colmenares formó parte del primer equipo venezolano en disputar un campeonato sudamericano de la categoría al hacerlo en la edición de 2004 celebrada en Paraguay, cuando en esa edición se jugó en la modalidad sub-16. Colmenares fue el líder goleador del equipo con dos tantos (uno anotado en la derrota ante Brasil por 6:2, y otro anotado en el empate 1:1 ante Colombia). Venezuela pudo pasar de grupo como el mejor segundo tercero a la siguiente fase, donde caería derrotada 7:1 ante Paraguay.

### Selección sub-17
Disputó el Campeonato Sudamericano de Fútbol Sub-17 de 2005 celebrado en Maracaibo, Venezuela. Colmenares sería goleador de la selección al anotar dos tantos. Sin embargo su equipo culminó en el fondo del grupo A con cuatro derrotas en igual número de partidos.
Colmenares tendría otra destacada actuación con la sub-17 en los Juegos Bolivarianos de 2005 celebrados en Armenia, Colombia, donde fue el máximo goleador del torneo con 5 goles. Venezuela llegaría a la final donde perdería 1:0 ante Colombia.
Colmenares registró 7 goles en torneos oficiales, todos en 2005, convirtiéndose en el futbolista con más goles para selección en dicha categoría. Pasarían ocho años para que Andrés Ponce en 2013 superara su récord con 8 goles.

## Palmarés
- Juegos Bolivarianos de 2005.